# Emanuel Leutze

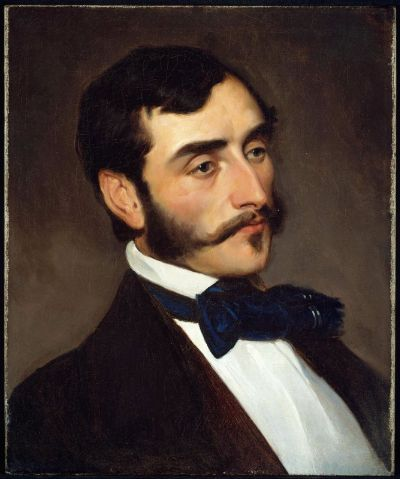
Emanuel Leutze, målad av William Morris Hunt.

Emanuel Leutze, född den 24 maj 1816 i Gmünd (Württemberg), död den 18 juli 1868 i Washington, var en tysk-amerikansk målare. 
Leutze uppfostrades i Philadelphia, dit hans föräldrar flyttat i hans späda barndom. Åren 1841–1857 studerade Leutze i Düsseldorf och München och var sedan bosatt i Amerika. Leutze utförde en mängd historiemålningar, bland annat med motiv från Columbus, Ferdinand Cortez, Maria Stuarts och Karl I:s historia. Hans mest populära arbeten är de två skildringarna ur nordamerikanska frihetskriget, Washington korsar Delawarefloden (1851, Kunsthalle i Bremen) och Washington i slaget vid Monmouth (1854). Vid sin död var han sysselsatt med väggmålningar för Kapitolium i Washington, ett arbete, som han aldrig hann fullborda.